# Квебек
 Тази статия е за канадската провинция.  За града вижте Квебек (град).  
Квѐбек (QC; на френски: le Québec; произношение: на английски: Куебѐк; на френски: Кебѐк) е най-голямата по площ провинция в Канада и втората по население (7 509 928 души през 2004) след Онтарио. Говори се главно френски, като в Квебек е съсредоточена най-компактната франкофонска общност в Северна Америка. Столицата е Квебек, а най-големият град – Монреал.

## География
Провинцията Квебек, която е най-голямата в Канада, заема обширна територия (близо три пъти по-голяма е от Франция), по-голямата част от която е слабо населена. Повече от 90% от площта на Квебек се намира в Канадския щит, голяма част от която преди е била наричана регион Унгава. След прибавянето на обширния и на практика незаселен северен регион, който граничи със заливите Джеймс и Хъдсън и с пролива Хъдсън, през 1898 и 1912 от канадския парламент е създаден днешната масивна провинция Квебек. Квебек се намира в Източна Канада. Тя граничи с Онтарио и заливите Хъдсън и Джеймс на запад, с провинциите Ню Брънзуик и Нюфаундленд и Лабрадор (Атлантическа Канада) на изток, със САЩ (Мейн, Ню Хампшър, Върмонт и Ню Йорк) на юг и със Северния ледовит океан на север.
Трите най-големи хидроелектрически проекта са построени на Голямата ривиера. В най-северните части на провинцията, наричани Нунавик, климатът е субарктичен или арктичен и там живеят част от инуитите.
Най-населеният регион е долината на река Сейнт Лорънс на юг, където са разположени столицата Квебек и най-големият град Монреал. На север от Монреал се намират Лорантидите, стара планинска верига, а на изток – Апалачите, които се простират до източните общини и гаспеските региони. Полуостров Гаспе се издава чрез залива Сейнт Лорънс.

## Градове
- Квебек – (Québec)
- Монреал – (Montréal)
- Шербрук – (Sherbrooke)
- Лонгьой – (Longueuil)
- Лавал – (Laval)
- Троа ривиер – (Trois-Rivières)
- Гатино – (Gatineau)
- Репентини (Квебек) – (Repentigny)

## Икономика
Квебек е икономически развита провинция с положителен търговски баланс. Брутният вътрешен продукт за 2005 г. е бил 221,6 млрд. щатски долара, правейки Квебек 38-ата по големина икономика в света. Около 81% от износа на Квебек е за САЩ.

### Наука и технологии
Голямо значение оказват развитата въздушно-космическа промишленост, биотехнологичната и фармацевтичната промишленост. Само в сферата на информационните технологии работят над 100 хил. работници, което поставя сектора в едно от възловите места на икономиката. В Квебек имат клонове 115 телекомуникационни компании, някои от които от класа на Ericsson и Motorola. Монреал е седалище на две от водещите световни компании производители на софтуер за 3D анимации. В сферата на микроелектрониката са регистрирани 110 компании. Квебек се нарежда на трето място след Калифорния и Масачузетс по биотехнологични разработки за Северна Америка. В бранша са представени над 130 компании.

#### Внос и износ
83,2% от износа на Квебек е насочен към САЩ, към Европа отиват – 9,6%, към Азия – 4,4% и към Латинска Америка – 1,5%. Квебек внася стоки и услуги основно от САЩ (37,4%) и Европа (29,3%). В последно време се увеличава вносът от Азия (18,6%).

#### Туризъм
Туристическата индустрия е представена от над 34 хил. предприятия с повече от 330 хил. работници и служители. По статистика през 2003 г. провинция Квебек е посетена от 27 млн. туристи и е реализиран оборот в отрасъла в размер на 6,7 млрд. канадски долара. Туристическите услуги са сезонни (лято и зима) и целогодишни с разделение на 20 туристически района. В провинцията се организират над 400 различни събития годишно (фестивали, празници и др.). Най-посещавани са Монреал и Квебек – град.

#### Транспорт
Квебек има развита транспортна мрежа, която обхваща 185 хил. km автомобилни пътища; повече от 6640 km железопътни линии, 8 пристанища и 43 летища.
- Пътната мрежа обхваща автомагистрали, вътрешно национални пътища, регионални – второстепенни пътища и селски такива, по протежение на които има разположени множество пътни съоръжения. Над 12 хил. моста, тунели и др. пътни конструкции.
- Наличието на 8 пристанища е позволило за 2003 г. Квебек да посрещне 3886 товарни кораба пренасящи над 9,7 млн. тона стоки и да реализира трафик на стойност над 90 млн. долара. Най-значимо е пристанището в Монреал, което е точка на един от най-големите водни пътища в света.
- Железопътните линии на Квебек са част от голямата северноамериканска жп мрежа.
- Квебекските въздушни пътища и обслужващите ги летища са разделени на регионални и международни. Три международни летища са разположени в големите градове, 7 в по-малките градове, а 33 летища обслужват местни въздушни пътища. За 2003 г. международните летища Пиер-Елиот-Трюдо в Дорвал и Мирабел в Монреал са посрещнали 8,9 млн. пътници.

#### Природни ресурси
Квебек е един от десетте най-големи производители на материали от миннодобивната промишленост в света. На второ място в света по добив на ниобий, а в Канада по добив на злато и желязо. В провинцията се експлоатират 30 мини. Със своите 750 хил. кв. км гори е един изобилен източник на дървесина. Интересен факт е, че 60% от потреблението на вестникарска хартия в североизточните щати на САЩ се доставят от Квебек. Хидро-Квебек е най-голямата електрическа компания в Канада и една от най-големите в света.

## Население
Населението на провинция Квебек е 24% от населението на Канада.

### Етнически групи
Статистиката е за етнически групи по произход:
- Канадски – 68,7%
- Френски – 29,6%
- Ирландски – 4,1%
- Италиански – 3,5%
- Английски – 3,1%
- Шотландски – 2,2%
- Северноамерикански индианци – 2,8%
- Квебекски – 1,3%
- Германски – 1,2%
- Еврейски – 1,2%
- Хаитянски – 1,0%

Етнически групи, възлизащи на по-малко от 1% от населението на Квебек, не са включени в статистическата извадка.

#### Квебекска нация
По предложение на премиера на Канада Стивън Харпър канадският парламент гласува предложение, според което провинция Квебек да бъде призната за „нация в рамките на Канада“.

#### Групи по религия
- 90,2% християни, от които: 83,3% римокатолици; 4,7% протестанти; 1,4% православни християни и 0,8% други християни
- 1,5% мюсюлмани
- 1,2% евреи
- 7,1% други религии

#### Език
Квебек е единствената канадска провинция, в която официален език е само френският. По статистически проучвания от 2001 г. населението е представено от:
- Френскоговорещи: 82,9%
- Англоговорещи: 6,8%
- Население, ползващо и двата или повече езика: 0,7%
- Други езици: 9,6% (италиански 5,2%, испански 2,3%, арабски 1,9% и др.)

## Символи и емблеми

### Герб
Приетият през 1868 г. и използван по време на управлението на кралица Виктория квебекски герб е променен през 1939 г. от правителството на Квебек. Целта била чрез хералдиката да се увековечи историята на провинцията по епохи на управление. Гербът изобразява щит, на който най-горе са изобразени три лилии на син фон – в памет на първия политически режим, епохата на Нова Франция. Под него е златният леопард – символизиращ британската корона и най-отдолу трилистна кленова клонка.

#### Девиз
Официално девизът „Je me souviens“ е неразделна част на герба от 1939 г., но съществува от 1883 г., когато архитектът Етиен Таше изписал девиза над централния вход на парламента.

#### Знаме
Флагът на Квебек в сегашния си вид е официално представен и издигнат на 21 януари 1948 г., приет от правителството на Морис Дюплеси. Представлява бял кръст на син фон, обграждащ 4 лилии.

#### Други символи
- Цвете – Законът за знамето и емблемите на Квебек, приет през 1999 г. определя цветната лилия като една от официалните емблеми. Цветето е доста разпространено на територията на Квебек, а хералдическото му изображение е изрисувано на знамето на провинцията.
- Птица – Голямата полярна сова (Nyctea scandica) е официална емблема на Квебек от 1987 г.
- Дърво – Жълтата бреза (Betula Alleghianensis Britton) е друга официална емблема на Квебек и символизира природата. Напомня също за една от икономически силните страни на Квебек – дървообработването и производството на хартия.

## Побратимени градове
- Акапулко, Мексико, от 1 март 1986 г.
- Йоханесбург, ЮАР